# نونو إسبيريتو سانتو
نونو إسبيريتو سانتو (بالبرتغالية: Nuno Espírito Santo) (25 يناير 1974–) مواليد جزيرة ساو تومي. هو مدرب كرة قدم برتغالي ولاعب كرة القدم سابق لعِب حارس مرمى. وكان مؤخرًا مديرًا فنيًا لنادي الاتحاد السعودي قبل أن تتم اقالته من تدريب النادي.
خلال مسيرته، صنع اسمًا لنفسه لأول مرة في إسبانيا، حيث لعب لثلاثة فرق في خمس سنوات. عاد لاحقًا إلى البرتغال ليمثل بورتو، ولعب أيضًا بشكل احترافي في روسيا؛ كان جزءًا من الفريق البرتغالي في بطولة أمم أوروبا 2008، لكنه لم يفز بأي مباراة دولية مع المنتخب الوطني.
بدأ إسبريتو سانتو مسيرته التدريبية في نادي باناثينايكوس اليوناني مساعدًا. أصبح مدربًا في عام 2012، حيث قاد نادي ريو آفي البرتغالي إلى نهائيات الكأس المحلية في عام 2014. بعد فترات قصيرة مع فالنسيا في الدوري الإسباني، والعودة إلى بورتو، درب نادي ولفرهامبتون واندررز لمدة أربع سنوات. في عام 2021، تولى منصب مدير توتنهام هوتسبر، لكنه أُعفي من مهامه بعد أربعة أشهر في منصبه.
تولى بعد ذلك منصب المدير الفني لنادي الاتحاد السعودي منذ 4 يوليو 2022 حتى نوفمبر 2023.حقق نادي الاتحاد السعودي تحت قيادته الفنية كأس السوبر السعودي 2022، والدوري السعودي 2022 بعد غياب استمر 13 عاماً.

## إحصائيات حول التدريب
آخر تحديث 6 نوفمبر 2023.
| الفريق               | الجنسية  | من             | إلى            | السجل | السجل | السجل | السجل | السجل | السجل | السجل | السجل   |
| الفريق               | الجنسية  | من             | إلى            | لعب   | فوز   | تعادل | خسارة | له    | ضده   | فارق  | الفوز % |
| -------------------- | -------- | -------------- | -------------- | ----- | ----- | ----- | ----- | ----- | ----- | ----- | ------- |
| نادي ريو أفي         | البرتغال | 15 مايو 2012   | 19 مايو 2014   | 80    | 32    | 17    | 31    | 87    | 97    | −10   | 040٫00  |
| فالنسيا              | إسبانيا  | 4 يوليو 2014   | 29 نوفمبر 2015 | 62    | 32    | 16    | 14    | 104   | 60    | +44   | 051٫61  |
| بورتو                | البرتغال | 1 يونيو 2016   | 22 مايو 2017   | 49    | 27    | 16    | 6     | 88    | 28    | +60   | 055٫10  |
| وولفرهامبتون واندررز | إنجلترا  | 31 مايو 2017   | 23 مايو 2021   | 199   | 95    | 49    | 55    | 277   | 209   | +68   | 047٫74  |
| توتنهام هوتسبير      | إنجلترا  | 30 يونيو 2021  | 1 نوفمبر 2021  | 17    | 8     | 2     | 7     | 22    | 23    | −1    | 047٫06  |
| الاتحاد              | السعودية | 4 يوليو 2022   | 7 نوفمير 2023  | 56    | 36    | 12    | 8     | 102   | 35    | +67   | 064٫29  |
| نوتينغهام فورست      | إنجلترا  | 20 ديسمبر 2023 | – حتى الآن     | 68    | 30    | 14    | 24    | 100   | 93    | +7    | 044٫12  |
| الإجمالي             | الإجمالي | الإجمالي       | الإجمالي       | 531   | 260   | 126   | 145   | 780   | 545   | +235  | 048٫96  |

## وصلات خارجية
- نونو إسبيريتو سانتو على موقع الاتحاد الدولي (مؤرشف)  (الإنجليزية)
- نونو إسبيريتو سانتو على موقع قاعدة بيانات كرة القدم.إي يو (الإنجليزية)
- نونو إسبيريتو سانتو على موقع Soccerbase.com (مدرب) (الإنجليزية)
- نونو إسبيريتو سانتو على موقع Soccerway.com (الإنجليزية)
- نونو إسبيريتو سانتو على موقع عالم كرة القدم.نت (الإنجليزية)
- نونو إسبيريتو سانتو على موقع أوليمبيديا (الإنجليزية)